# Ngloram
Ngloram is een bestuurslaag in het regentschap Blora van de provincie Midden-Java, Indonesië. Ngloram telt 2251 inwoners (volkstelling 2010).